# 1057 Wanda
Wanda (asteroide 1057) é um asteroide da cintura principal com um diâmetro de 40,47 quilómetros, a 2,1676387 UA. Possui uma excentricidade de 0,2497754 e um período orbital de 1 793,83 dias (4,91 anos).
Wanda tem uma velocidade orbital média de 17,52245451 km/s e uma inclinação de 3,52289º.
Esse asteroide foi descoberto em 16 de Agosto de 1925 por Grigory Shajn.